# Fstab
fstab (kurz für file system table) ist eine in 4.0BSD von 1980 eingeführte Konfigurationsdatei mit statischen Informationen zu verwendeten bzw. verwendbaren Dateisystemen. /etc/fstab ist auf nahezu allen Unix- und Unix-artigen Systemen vorhanden und auch im Filesystem Hierarchy Standard (FHS) als Teil von /etc definiert.

## Verwendung
Der Name der Datei ist abhängig vom Betriebssystem. Vorherrschend ist zwar /etc/fstab, jedoch heißt die Datei z. B. im Solaris/BSD-Umfeld /etc/vfstab und unter AIX findet /etc/filesystems Verwendung.
Die Datei wird normalerweise bei der Installation automatisch angelegt. Das Verändern (Hinzufügen, Löschen, Anpassen) von Einträgen in fstab obliegt dem Systemadministrator root.
fstab enthält u. a. Informationen über das Volume, auf das unter Unix immer in Form einer Gerätedatei (device) referenziert wird, den Einhängepunkt (mountpoint) und weitere je nach Plattform, Dateisystem und Unix-Version unterschiedliche Optionen zum Einhängen. Letztere beinhalten z. B. eine Angabe des physischen Dateisystems (file system type), Optionen für das eingehängte Dateisystem (options), sowie dump/pass-Angaben für die Dateisystem-Wartung (etwa die Datensicherung per dump und den file system check, fsck). Systemprogramme wie mount bzw. umount und fsck arbeiten die Konfigurationsdatei zeilenweise von oben nach unten ab, sodass auch die Reihenfolge der Angaben wichtig ist. Leerzeichen oder Tabulatorzeichen zwischen den Feldern als auch Kommentare und Leerzeilen sind grundsätzlich ohne Belang.
Detailinformationen auf dem jeweiligen System erhält man durch Eingabe des Befehls:
man 5 fstab
Beispiel einer /etc/fstab eines existierenden FreeBSD-Systems:
```
 # Device           Mountpoint  FStype  Options         Dump    Pass#
 /dev/ad4s2b        none        swap    sw              0       0
 /dev/ad4s2a        /           ufs     rw              1       1
 /dev/ad4s2d        /var        ufs     rw              2       2
 /dev/ad4s2e        /usr        ufs     rw              2       2
 /dev/ad4s2f        /home       ufs     rw              2       2
 /dev/ad6s1d        /pile       ufs     rw              2       2
 /dev/acd0          /cdrom      cd9660  ro,noauto       0       0
 /dev/da0s1a        /mnt        ufs     rw,async,noauto 0       0
 daywalker:/bigpile /bigpile    nfs     rw              0       0

```

Die verschiedenen Felder:
Device
Pfadname der Gerätedatei, Rechner-Name bei NFS, oder eine andere Angabe zur eindeutigen Identifizierung des Volume, beispielsweise UUID=<uuid> oder LABEL=<label> unter Linux.
Mountpoint
Angabe, an welcher Stelle innerhalb der Verzeichnisstruktur (auch als „Unix-Dateisystem“ bezeichnet) die zusätzliche Verzeichnisstruktur vom Typ FStype (etwa ein physisches Dateisystem) eingebunden werden soll.
FStype
Angabe des Dateisystem-Typs; Manchmal bietet ein Betriebssystem für dasselbe physische Dateisystem unterschiedlich implementierte Dateisystemtreiber, die hier angegeben werden können. Moderne Unix-Betriebssysteme bieten mit auto eine automatische Erkennung an, wo dies möglich ist.
Options
Diverse Optionen für das eingehängte Dateisystem; Beispiele: rw bezeichnet „lesen/schreiben“ (englisch read/write), ro „nur-lesen“ (read-only), noauto kennzeichnet Dateisysteme, die nicht automatisch eingehängt werden sollen usw. Unter Linux verbreitet ist die Option defaults für Voreinstellungen, was den Optionen rw,suid,dev,exec,auto,nouser,async entspricht.
Dump
Falls das Dienstprogramm dump dieses Dateisystem sichern soll, steht hier ein Wert ungleich 0.
Pass (Durchgang Nr.)
Die Reihenfolge, in der Dateisysteme mit fsck geprüft werden. 0 steht für nicht überprüfen, jeder größere ganzzahlige Wert gibt dann die Priorität des Dateisystems für die Überprüfung an. Dabei gilt, dass niedrigere Zahlen eine höhere Priorität darstellen. Das Wurzeldateisystem (/ bzw. „root-Verzeichnis“) hat hier eine 1, im Regelfall alle sonstigen auf Festplatten befindlichen Dateisysteme eine 2, alles andere (Pseudodateisysteme, Netzdateisysteme, nicht automatisch gemountete Dateisysteme) eine 0.
Der Verlust dieser Datei oder deren Beschädigung führt in den meisten Fällen zu einem nicht mehr startbaren System, was jedoch u. U. unter Zuhilfenahme einer Live-CD behoben werden kann.